# 塔拉西夫卡 (博布里涅茨區)
47°58′33″N 32°6′12″E / 47.97583°N 32.10333°E
塔拉西夫卡（烏克蘭語：Тарасівка），是烏克蘭中部的村莊，隸屬基洛夫格勒州的克羅皮夫尼茨基區。該村始建於1922年，面積1.71平方公里，海拔高度160米，2001年人口574，人口密度每平方公里335.3人。